# Conflito no Líbano (2011–2017)
O Conflito no Líbano foi renovado na sequência do conflito entre opositores e partidários do governo sírio.

## Início do conflito
Os combates da guerra civil síria se alastraram ao Líbano uma vez que opositores e partidários libaneses do governo sírio se deslocam para a Síria para lutar e atacar uns aos outros em solo libanês. O conflito sírio tem sido descrito como tendo alimentado um "ressurgimento da violência sectária no Líbano",  com muçulmanos sunitas do Líbano apoiando principalmente os rebeldes na Síria, enquanto os xiitas em grande parte apoiando Assad, cuja minoria alauíta é geralmente descrita como um ramificação do islamismo xiita.
O conflito resultou no alastramento de distúrbios violentos, assassinatos e sequestros de cidadãos estrangeiros em todo o Líbano.
Os islamistas no norte do Líbano  organizaram sit-ins e bloquearam estradas para protestar contra a prisão de um islamita libanês vinculado à revolta síria. O conflito escalou de anteriores confrontos sectários entre alauítas pró-Síria e militantes sunitas anti-sírios em Trípoli em junho de 2011 e fevereiro de 2012. Os sit-ins também foram realizados no sul do Líbano por salafistas anti-Hezbollah, o que acentuou ainda mais as tensões. Em maio de 2012, o conflito se espalhou para Beirute, embora as Forças Armadas Libanesas fossem implantadas no norte do Líbano e Beirute. Desde de maio de 2012, dezenas de pessoas morreram e mais centenas foram feridas em confrontos. Em agosto de 2012 ocorre uma nova escalada do conflito, com um confronto sectário irrompendo em Trípoli, mas também entre os sunitas simpatizantes e opositores ao governo sírio. Os militantes sunitas e xiitas se enfrentam em Sídon em novembro.

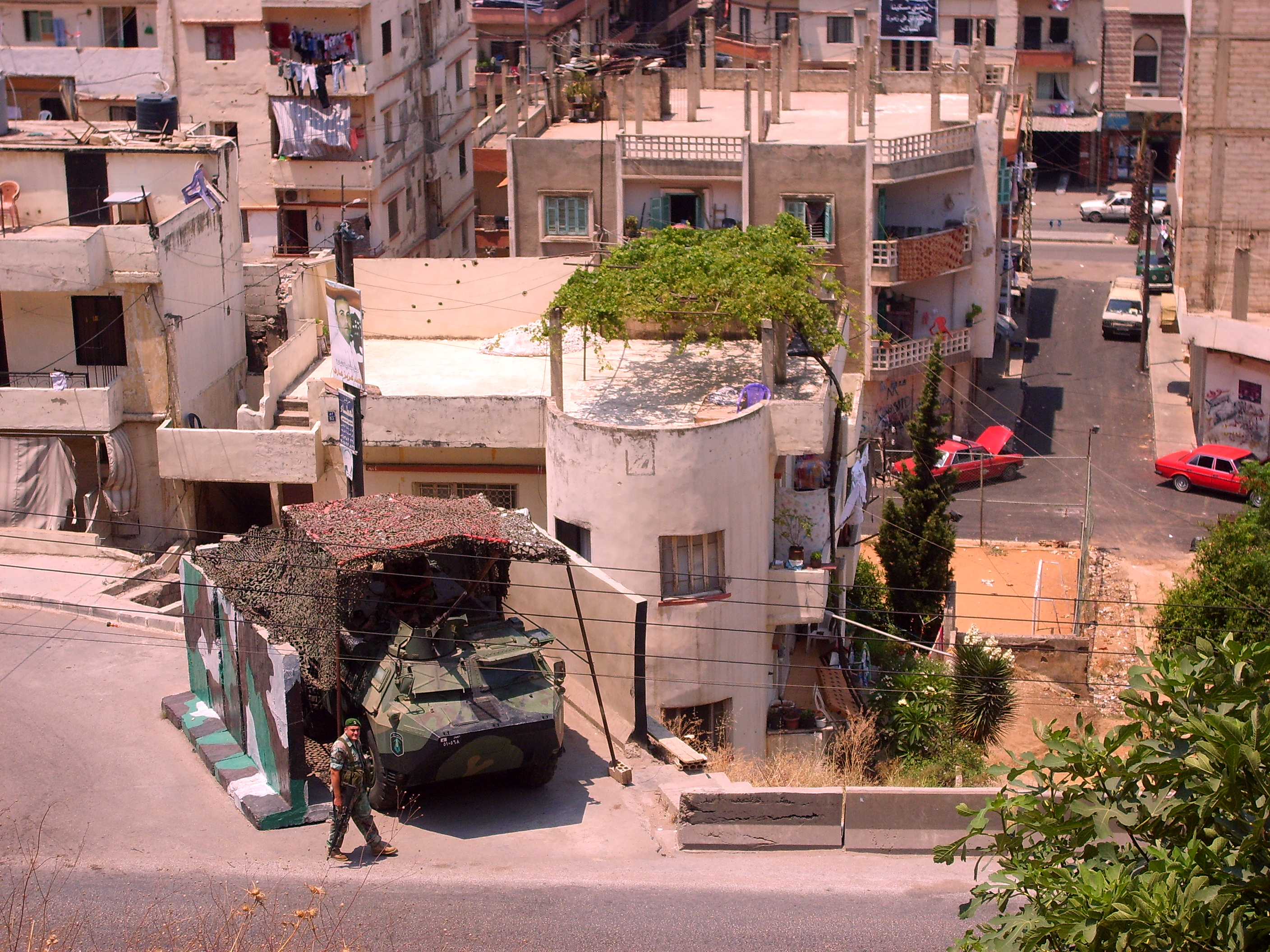
Soldados do exército libanês na Rua Síria, guardando a fronteira entre Bab al-Tabbaneh e Jabal Mohsen em 2011

Desde a eclosão da Guerra Civil Síria em março de 2011, um efeito de alastramento foi antecipado no Líbano. O governo é dominado pela Aliança 8 de Março, que é considerada como sendo solidária a Bashar al-Assad.

## Pico da violência
No ano de 2013, com a intensificação no conflito na Síria, houve um considerável aumento na violência sectária no Líbano entre salafistas e sunitas, que apoiam os rebeldes sírios, e xiitas que apoiam o governo de Bashar al-Assad e o envolvimento do Hezbollah na guerra civil do país vizinho. Em cidades como Trípoli, Saida, Akkar, Arsal e Beirute, foram registrados enfrentamentos entre manifestantes de variadas etnias, com o exército libanês tentando garantir a ordem. Estes confrontos já causaram a morte de dezenas de pessoas, segundo autoridades e ativistas locais. Foi reportado também que rebeldes da oposição síria estariam usando o Líbano como refúgio e rota de contrabando de armas, além de vários voluntários libaneses sunitas também estarem ajudando os rebeldes. Com uma maior participação do Hezbollah no conflito, militantes sírios anti-Assad lançaram algumas incursões e também ataques contra alvos na fronteira libanesa sobre cidades onde a maioria da população fosse notavelmente formada de simpatizantes do governo sírio ou do próprio Hezbollah. O regime Assad retaliou várias vezes e, a fim de enfraquecer os militantes da oposição de seu país na região, conduziu bombardeios contra a fronteira libanesa, utilizando aeronaves, artilharia e foguetes. No dia 19 de novembro de 2013, o grupo ligado a Al Qaeda denominado Brigadas Abdullah Azzam atacou a embaixada iraniana no Líbano, deixando 22 pessoas mortas até o momento. Estima-se que cerca de 20% da população libanesa é de refugiados sírios. Em 30 de dezembro, o exército libanês atirou pela primeira vez em helicópteros sírios.

## Reconquista do território libanês
Até 22 de junho de 2016, 95% do território, uma vez controlado por militantes, foi recuperado pelo Exército Libanês e seus aliados, com apenas 50 km quadrados sob controlo militante. Os confrontos diários estavam em curso principalmente perto da cidade de Arsal. Em 22 de setembro, Imil Yassin, emir ligado ao EIIL, foi preso no campo de refugiados de Ain al-Hilweh. Conflitos irromperam entre o EIIL e a Frente Al-Nusra em Arsal a 26 de outubro, após o EIIL tentou se infiltrar em direcção ao vale Hamid. Em 28 de outubro, o Exército Libanês realizou uma invasão contra o EIIL na área de Wadi Zarzour de Jaroud 'Arsal, matando vários militantes e destruindo um esconderijo militante. O comandante do EIIL, Ahmad Youssef Amoun, foi preso junto com outros 10 militantes em 24 de novembro após uma operação militar do Exército Libanês em uma sede temporária do grupo perto de Arsal.
Em fevereiro de 2017, negociações entre Hezbollah e Saraya Ahl al-Sham (grupo ligado ao ELS) começaram para instalar um cessar-fogo na fronteira entre a Síria e o Líbano e para que os moradores retornassem às cidades e aldeias do conflito entre o Hezbollah e os rebeldes.
Em 27 de maio de 2017, Tahrir al-Sham e Saraya Ahl al-Sham entraram em confronto com o EIIL nas montanhas ocidentais de Qalamoun, perto de Arsal. 33 combatentes foram mortos de ambos os lados.
Em 21 de julho de 2017, um comandante do Exército Sírio afirmou que suas forças e o Hezbollah lançaram uma campanha conjunta para recuperar o território restante sob controle militante perto da fronteira Líbano-Síria, atacando os arredores de Arsal. Entretanto, o Exército Libanês assumiu uma posição defensiva em Arsal.
Em 22 de julho de 2017, oficiais do Hezbollah alegaram ter recuperado pontos-chave perto da fronteira, incluindo a colina estratégica de Dhahr al-Huwa, uma antiga base de Tahrir al-Sham (al-Nusra).
Em 27 de julho de 2017, o Hezbollah alcançou um acordo de cessar-fogo de três dias com Tahrir al-Sham e Saraya Ahl al-Sham na parte libanesa das Montanhas Qalamoun. O acordo exigiu que as forças de Tahrir al-Sham se retirem do Líbano para a província de Idlib, Saraya Ahl al-Sham para se retirarem para as montanhas do leste de Qalamoun e trocas de prisioneiros de ambos os lados.
Em 27 de agosto de 2017, os últimos redutos do EIIL na zona ocidental deQalamoun concordaram com o cessar-fogo com o Exército Libanês no Líbano e Hezbollah e o Exército Sírio no lado sírio da fronteira. No dia seguinte, os combatentes do EIIL incendiaram a sua sede na área e prepararam-se para serem transferidos para Abu Kamal. Com a retirada do EIIL, o governo libanês recuperou o controlo total do território libanês pela primeira vez em seis anos.